# Гранитпорфир
Гранитпорфир је кисела магматска стена, ашистни жични еквивалент гранита. Настаје кристализацијом киселих магми у пукотинама и осталим дислокацијама у Земљиној кори. 
Минерали који изграђују гранитпорфир су:
- кварц,
- ортоклас или микроклин,
- кисели плагиоклас: албит,
- бојени минерал: биотит, хорнбленда.

Структура гранитпорфира је порфирска. Често може бити порфироидна, када су крупнија идиоморфна зрна калијски фелдспат или албит. Текстура гранитпорфира је масивна.